# Добаш
Доба́ш (Picumnus) — рід дятлоподібних птахів родини дятлових (Picidae). Представники цього роду мешкають в Центральній і Південній Америці, а також в Азії.

## Опис
Добаші — дрібні дятли, середня довжина яких становить 7,5-11 см, а вага 6,8-21. Це одні з найменших представників родини дятлових. Верхня частина тіла добашів зазвичай має коричнювате, сірувате або оливкове забарвлення, у деяких видів спина поцяткована темними смугами або жовтуватими і білуватими плямами. Нижня частина тіла сильно різниться у різних видів: від повністю коричневої у каштанового добаша до білуватої у андійського добаша, білої з темними смугами у зебрового добаша та до блідо-жовтуватої з темними смугами на грудях і з темними плямами і смужками на животі у золотолобого добаша. Верхня частина голови у добашів чорна з червоними, оранжевими або жовтими плямами у самців та з білими плямками у самиць. У самців індійського добаша плямки на тімені коричневі, а у самиць білі плямки на голові відсутні. У більшості видів добашів хвости відносно короткі, чорні, з білими смугами по центру і по краям. У рудогрудого і каштанового добашів смуги на хвості є рудими.
Добаші мешкають в тропічних лісах і чагарникових заростях Центральній і Південній Америці, за винятком індійського добаша, який мешкає в Азії. Вони зустрічаються парами або невеликими зграйками. У неотропічних добашів є два типи вокалізації, перша з яких являє собою довгу трель, а друга складається з серії з кількох нот, тон яких є нисхідним.

## Види
Виділяють двадцять шість видів:
- Добаш індійський (Picumnus innominatus)
- Добаш золотолобий (Picumnus aurifrons)
- Добаш смугастогрудий (Picumnus lafresnayi)
- Добаш ориноцький (Picumnus pumilus)
- Добаш малий (Picumnus exilis)
- Добаш венесуельський (Picumnus nigropunctatus)
- Добаш еквадорський (Picumnus sclateri)
- Добаш колумбійський (Picumnus squamulatus)
- Добаш світлочеревий (Picumnus spilogaster)
- Добаш гвіанський (Picumnus minutissimus)
- Добаш плямистий (Picumnus pygmaeus)
- Добаш перуанський (Picumnus steindachneri)
- Добаш бурий (Picumnus varzeae)
- Добаш зебровий (Picumnus cirratus)
- Добаш плямистобокий (Picumnus dorbignyanus)
- Добаш парагвайський (Picumnus temminckii)
- Добаш болівійський (Picumnus albosquamatus)
- Добаш чорнолобий (Picumnus fuscus)
- Добаш рудогрудий (Picumnus rufiventris)
- Добаш вохристий (Picumnus limae)
- Добаш бразильський (Picumnus nebulosus)
- Добаш андійський (Picumnus castelnau)
- Добаш вохристогорлий (Picumnus subtilis)
- Добаш оливковий (Picumnus olivaceus)
- Добаш сірий (Picumnus granadensis)
- Добаш каштановий (Picumnus cinnamomeus)

## Етимологія
Наукова назва роду Picumnus походить від слова фр. picumne — малий дятел.